# Pieter Holsteyn der Jüngere

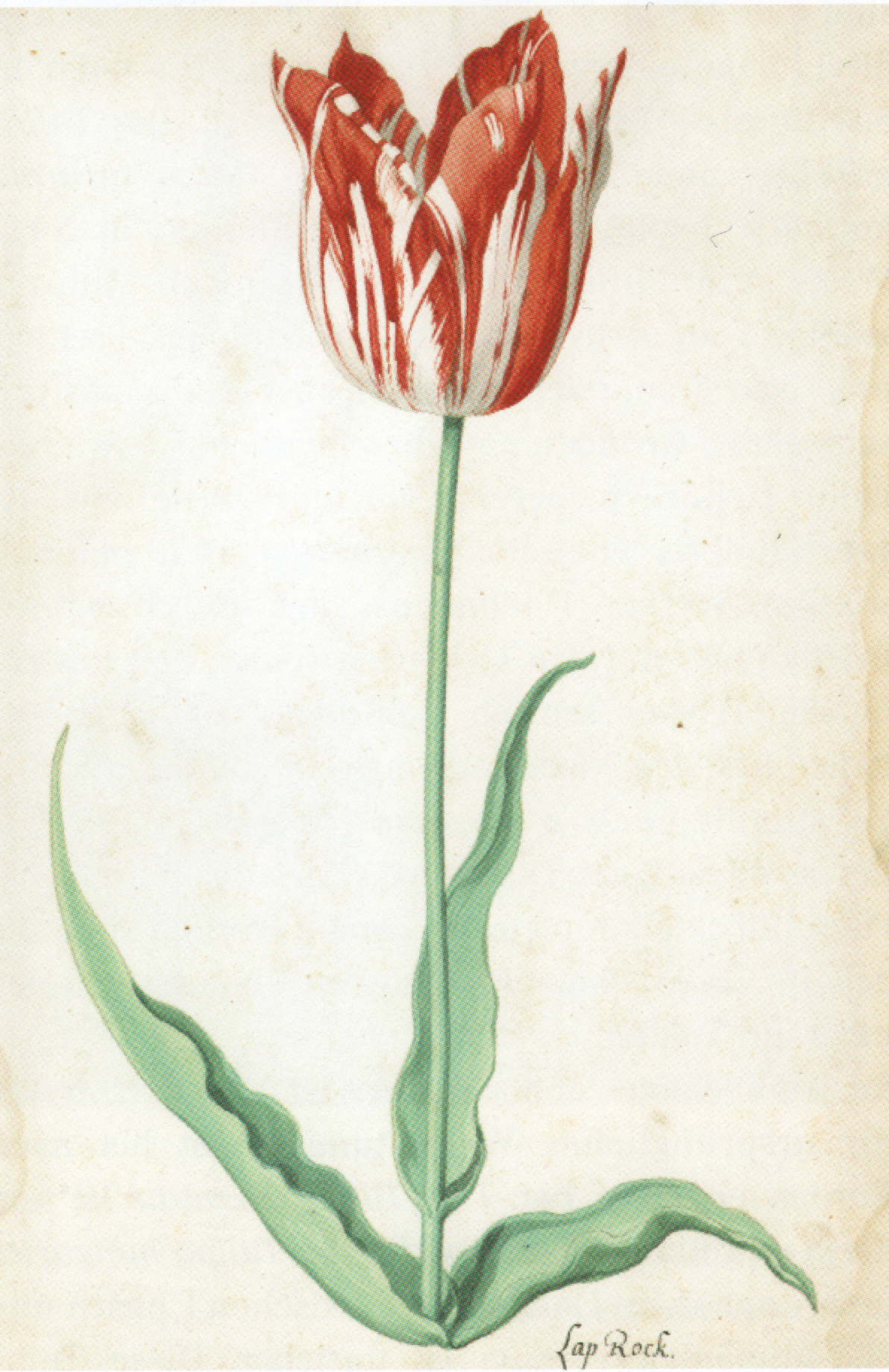
Abbildung einer Tulpe der Sorte „Lap Rock“ von Pieter Holsteyn dem Jüngeren

Pieter Holsteyn der Jüngere (* um 1614 in Haarlem; † 1673 ebenda) war ein niederländischer Maler, Zeichner und Druckgrafiker. Er ist der Sohn von Pieter Holsteyn dem Älteren und der Bruder von Cornelis Holsteyn (1618–1658).
Pieter der Jüngere wirkte in Haarlem und wurde dort 1634 Mitglied der dortigen Lukasgilde. Wie sein Vater wurde er vor allem durch kleinformatige Tierbilder bekannt. Die Zuschreibung der jüngeren Werke ist umstritten, da Pieter der Jüngere in der Werkstatt seines Vaters in Haarlem anfing und dieselbe Signatur benutzte. Pieter Holsteyn der Jüngere war darüber hinaus in Zwolle, Enkhuizen, Münster und Amsterdam tätig. Er starb 1673 in Haarlem.
Pieter der Jüngere illustrierte z. B. Tulpen-Kataloge, die im Zusammenhang mit der Tulpenmanie populär waren.